# Anicetus toumeyellae
Anicetus toumeyellae är en stekelart som beskrevs av Milliron 1959. Anicetus toumeyellae ingår i släktet Anicetus och familjen sköldlussteklar. Inga underarter finns listade i Catalogue of Life.